# Ice Spice
Isis Naija Gaston (n. 1 ianuarie 2000, New York City, New York, SUA), cu numele de scenă Ice Spice, este o rapperiță americană din New York City, New York.